# Triclistus mellizas
Triclistus mellizas är en stekelart som beskrevs av Ian D. Gauld och Sithole 2002. Triclistus mellizas ingår i släktet Triclistus och familjen brokparasitsteklar. Inga underarter finns listade i Catalogue of Life.